# Ready 2 Rumble Boxing: Round 2
Ready 2 Rumble Boxing: Round 2 è un videogioco di pugilato comico sviluppato dalla Midway Games e dalla Point of Wiew Inc. e pubblicato dalla Midway nel 2000 per varie console. È il secondo videogioco della serie Ready 2 Rumble Boxing.

## Storia
Nell’ottobre 1999 la Midway pubblicò Ready 2 Rumble Boxing, un videogioco di boxe comico in stile arcade per il lancio del Sega Dreamcast. Il gioco fu un grande successo immediato, che piacque allo stesso modo sia ai giocatori hardcore che agli appassionati di combattimenti di boxe, con personaggi che avevano personalità espressive ed esagerate e un unico, iperrealistico stile visivo. Si decise così di mettere subito in cantiere un seguito.

### La partecipazione di Michael Jackson
Come raccontato da Emmanuel Valdez, lo sviluppatore del gioco, diverse settimane dopo l’uscita di R2R Boxing, il team ricevette una chiamata da un fan che aveva apprezzato il gioco così tanto che voleva esserci dentro: quel fan era il celebre cantante e ballerino statunitense Michael Jackson. Poche settimane dopo, il team andò a trovare Jackson al Neverland Ranch, la sua storica abitazione, e l'artista raccontò loro di quanto si fosse divertito con il primo gioco e quanto volesse essere nel sequel. Rifiutò di essere pagato per la sua partecipazione e volle seguire da vicino il processo che lo avrebbe fatto diventare un pugile/wrestler. Questa non era la prima volta in cui Jackson faceva parte di un videogioco (tra il finire degli anni '80 e i primi anni '90 era apparso come protagonista in diverse versioni del videogioco Moonwalker), ma fu la prima volta in cui si sarebbe trasformato in un personaggio dei videogiochi in 3D; grazie alla tecnologia della fine degli anni '90, fu possibile dare al suo personaggio una somiglianza più realistica, catturare con il motion capture le sue mosse di danza e utilizzare la sua voce. Nell’anno successivo il team lavorò su R2R Boxing: Round 2, comunicando con Jackson per tutto il processo: 
(Emmanuel Valdez, 7 luglio 2009)

## Modalità di gioco

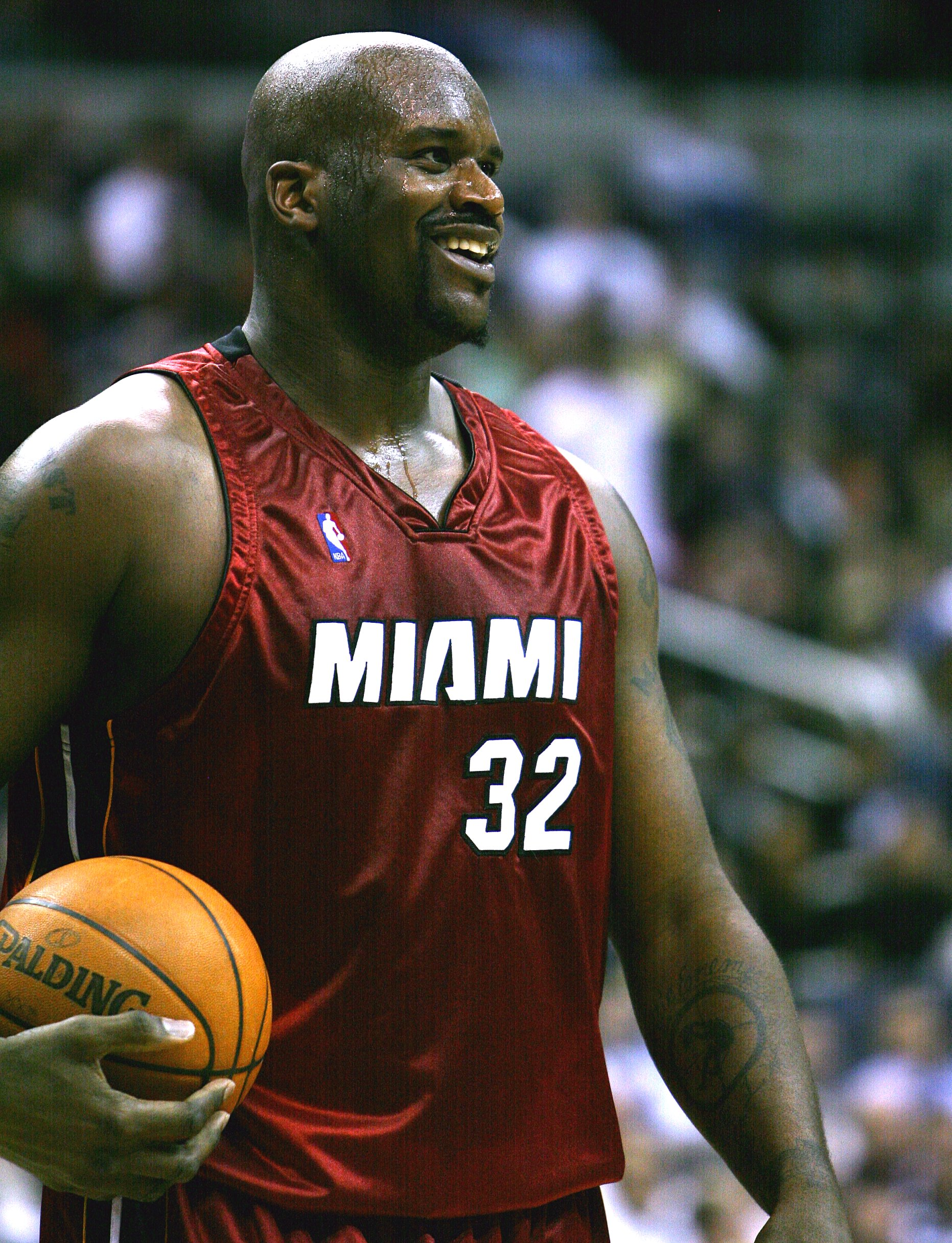
Shaquille O'Neal, come Michael Jackson, è un personaggio giocabile.

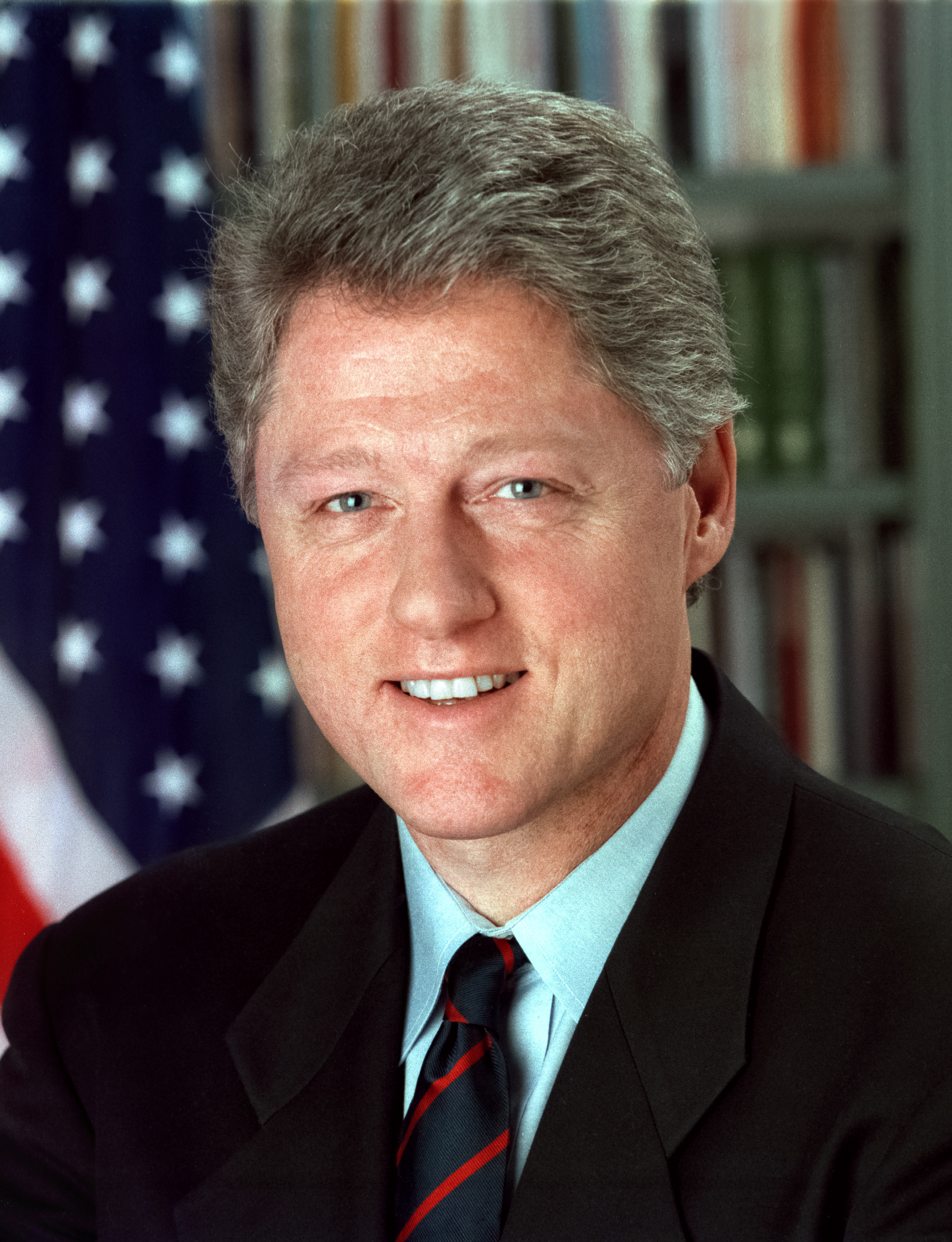
Anche Bill Clinton, parodiato, appare nel gioco come personaggio giocabile col nome di "Mr.President".

Il gioco è simile al capitolo precedente, con gli stessi personaggi, le stesse modalità e le stesse arene. E come nel primo, picchiando l'avversario si guadagnano delle lettere; quando raggiungono RUMBLE si può effettuare, con una combinazione di tasti (R1+R2+L2+L1), una mossa molto potente, il cosiddetto "Rumble Punch": accumulando ancora più lettere si passa dal colore giallo al colore rosso, fino ad arrivare al colore grigio delle lettere. Il Rumble Punch con le lettere grigie permette (schiacciando quadrato e triangolo) di buttare fuori l'avversario e vincere istantaneamente l'incontro.

### Arcade Mode
La modalità cambia a seconda del numero delle persone giocanti: se si è da soli si devono battere diversi avversari (dal 12º al 1º posto). L'ultimo è sempre Rumbleman. Se viene vinta questa modalità si libera un personaggio non giocabile in campionato. Se si è in due giocatori è un duello.

### Championship Mode
Questa modalità è la più realistica. Si sceglie un personaggio e si comincia una vera e propria carriera. Per migliorare le sue qualità bisogna allenarlo. Due allenamenti sono a pagamento, gli altri no. I soldi si guadagnano vincendo gli incontri contro pugili che non fanno parte della classifica, oppure vincendo un incontro per salire di posizione. Si guadagnano 4000 $ o 2000 $, a seconda del tipo di incontro. Alla fine, al 1º posto c'è sempre Rumbleman. Il gioco finisce quando si perdono in totale tre incontri. Si ricomincia poi dal punto dove si aveva salvato.

### Team Battle Mode
Il giocatore sceglie il numero dei pugili del suo team; infine si scelgono i personaggi, si sceglie l'ordine e si inizia la battaglia. Il pugile che vince va contro il pugile (per ordine) scelto dal computer.

### Tournament Mode
E l'unica che si può fare in più giocatori e solo con più di 1 giocatore: prima si sceglie il numero dei pugili, poi si scelgono i nomi, poi ognuno sceglie il suo pugile e quindi si forma un tabellone. Si parte al massimo dai quarti di finale.

## Personaggi giocabili

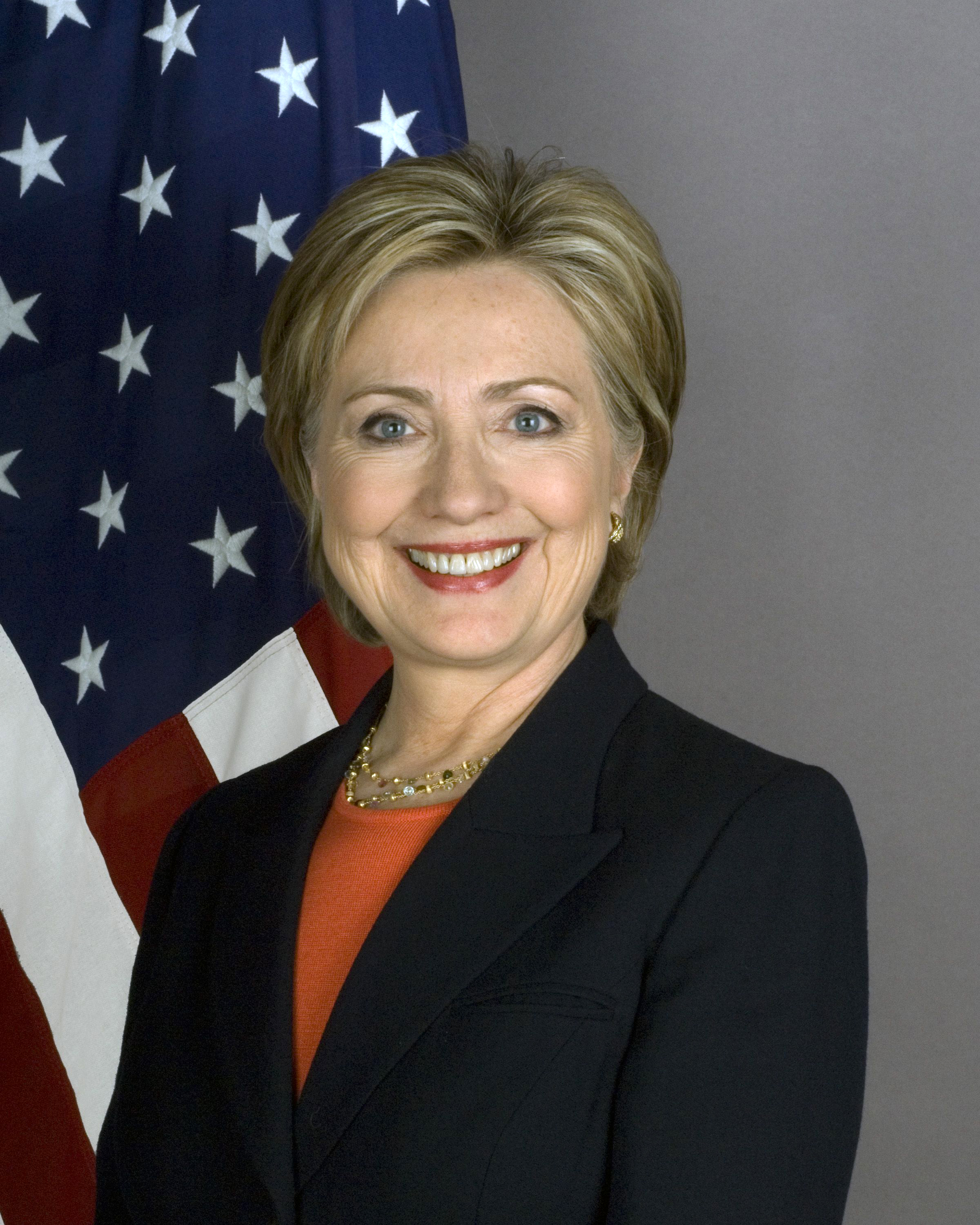
Anche Hillary Clinton appare nel gioco, parodiata anch'essa, col nome di "First Lady".

I personaggi giocabili nella versione PS2 sono 23:
- Afro Thunder
- Selene Strike
- Boris "The Bear" Knokimov
- Butcher Brown
- Angel "Raging Rivera
- Mama Tua
- Joey T
- Jet "Iron" Chin
- Lulu Valentine
- J.R. Flurry
- Johnny "Bad" Blood
- "Big" Willy Johnson
- Freak E. Deke (solo su PS2)
- Michael Jackson (non in campionato)
- G.C. Thunder
- Wild "Stubby" Corley (solo su PS2)
- Shaquille O'Neal (non in campionato)
- Freedom Brock (solo su PS2)
- Rocket Samchay
- RoboX Rese4
- Mr. President (non in campionato)
- First Lady (non in campionato)
- Rumbleman

## Curiosità
Data la partecipazione di Michael Jackson alla realizzazione del gioco, se si aspetta la fine dei titoli di coda del gioco apparirà la scritta "Thank you Michael" ed è possibile ascoltare l'intero team di sviluppatori urlare la stessa frase.